# Университет Григория Сковороды в Переяславе
Университет Григория Сковороды в Переяславе (укр. Університет Григорія Сковороди в Переяславі) — высшее учебное заведение в городе Переяславе (Киевская область). В настоящее время университет осуществляет подготовку специалистов образовательно-квалификационных уровней «бакалавр» и «магистр» на дневной, заочной, экстернатной, дистанционной формах обучения по государственному заказу и за счет средств юридических и физических лиц.
В академическом рейтинге «ТОП-200 Украина» по проекту ЮНЕСКО, который формируется по показателям качества научно-педагогического потенциала, качества обучения и международного признания, среди 200 лучших университетов Украины Переяслав-Хмельницкий государственный педагогический университет в 2018 г. занял 125 позицию. В Рейтинге «4 International Colleges& Universities» университет занял 120 место (из 171 вуза Украины).

## История
Созданию в 1986 г. Переяслав-Хмельницкий филиал Киевского государственного педагогического института им. А. М. Горького предшествовало открытие в 1702 г. в Переяславе по инициативе гетмана Ивана Мазепы школы грамоты при епископской кафедре, в 1738 г. — переяславского коллегиума по указу епископа Арсения Берла, которое в 1817 году стал Переяславским духовным училищем. В 1917 г. на базе духовного училища была открыта педагогическая школа.
23 июня 1986 года был открыт Переяслав-Хмельницкий филиал Киевского государственного педагогического института им. А. М. Горького. Первым директором был назначен Н. Г. Тараненко.
В 1993 году постановлением Кабинета Министров Украины № 949 от 24 ноября 1993 г. на базе Переяслав-Хмельницкого филиала Украинского государственного педагогического университета им. М. П. Драгоманова был создан Переяслав-Хмельницкий государственный педагогический институт, которому 31 декабря 1994 г. постановлением Кабинета Министров Украины № 888 было присвоено имя Григория Саввича Сковороды.
В 2000 г. решением Государственной аттестационной комиссии институту был присвоен III уровень аккредитации. Распоряжением Кабинета Министров Украины в 2002 г. на базе института создан Переяслав-Хмельницкий государственный педагогический университет имени Григория Сковороды, который в 2004 г. и 2010 г. получил IV уровень аккредитации.
В связи с приказом Министерства образования и науки Украины № 530 от 16.04.2020 г. ГВУЗ "Переяслав-Хмельницкий государственный педагогический университет имени Григория Сковороды"  переименован в Университет Григория Сковороды в Переяславе..

## Научный потенциал университета
По состоянию на 2018 год образовательный процесс обеспечивают 396 научно-педагогических работников, среди которых. 313 лицо имеет научные степени и ученые звания: 72 — доктора наук, профессора, 241 — кандидаты наук, доценты.

## Руководство
- Коцур Виталий Викторович — доктор исторических наук, профессор, ректор университета.

## Подразделения

### Факультеты
| Герб | Факультет                                                               | Сокращение | Год основания | Цвет | Декан                                                             |
| ---- | ----------------------------------------------------------------------- | ---------- | ------------- | ---- | ----------------------------------------------------------------- |
|      | Факультет исторического и социально-психологического образования        | ФИСПО      | 2020          |      | Демьяненко Борис Леонидович доктор политических наук, профессор   |
|      | Факультет педагогического образования, менеджмента и искусства          | ФПОМИ      | 1987          |      | Игнатенко Наталья Викторовна кандидат педагогических наук, доцент |
|      | Факультет гуманитарно-естественного образования и социальных технологий | ФГЕОСТ     | 2020          |      | Коцур Виталий Викторович доктор исторических наук, профессор      |
|      | Факультет технологического и математического образования                | ФТМО       | 2002          |      | Гончаренко Алексей Николаевич доктор исторических наук, профессор |
|      | Факультет физической культуры, спорта и здоровья                        | ФФКСЗ      | 1986          |      | Куйбида Виктор Витальевич доктор исторических наук, профессор     |
|      | Факультет украинской и иностранной филологии                            | ФУИФ       | 1986          |      | Свириденко Оксана Михайловна кандидат филологических наук, доцент |
|      | Факультет финансово-экономического и профессионального образования      | ФФЭПО      | 1998          |      | Кучеренко Светлана Юрьевна кандидат экономических наук, доцент    |

Также в университете есть отдел аспирантуры и докторантуры, который возглавляет кандидат педагогических наук, профессор Розсоха Антонина Павловна.

### Кафедры
Факультет гуманитарно-естественного образования и социальных технологий:
- Кафедра политологии;
- Кафедра публичного управления и администрирования;
- Кафедра цифровых технологий обучения;
- Кафедра документоведения и методики обучения;
- Кафедра географии, экологии и методики обучения;
- Кафедра биологии, методологии и методики обучения.

Факультет технологического и математического образования:
- Кафедра математики, информатики и методики обучения;
- Кафедра теории и методики технологического образования и компьютерной графики;
- Кафедра теории и методики профессиональной подготовки.

Факультет исторического и социально-психологического образования:
- Кафедра всеобщей истории, правоведения и методики обучения;
- Кафедра истории и культуры Украины, и специальных исторических дисциплин;
- Кафедра философии и социальной антропологии имени профессора И.П. Стогния;
- Кафедра психологии;
- Кафедра психологии и педагогики дошкольного образования;
- Кафедра социальной педагогики и социальной работы.

Факультет педагогического образования, менеджмента и искусства:
- Кафедра менеджмента, практической психологии и инклюзивного образования;
- Кафедра художественных дисциплин и методик обучения;
- Кафедра общей педагогики и педагогики высшей школы;
- Кафедра педагогики, теории и методики начального образования;

Факультет физической культуры, спорта и здоровья:
- Кафедра медико-биологических дисциплин и валеологии;
- Кафедра спортивных дисциплин и туризма;
- Кафедра спортивных игр;
- Кафедра теории и методики физического воспитания и спорта.

Факультет украинской и иностранной филологии:
- Кафедра иностранной филологии, перевода и методики обучения;
- Кафедра украинской и зарубежной литературы и методики обучения;
- Кафедра украинской лингвистики и методики обучения.

Факультет финансово-экогомического и профессионального образования:
- Кафедра экономики;
- Кафедра профессионального образования;
- Кафедра финансов, учёта и налогооблажения.

## Подготовка специалистов
- по 23 направлениям образовательно-квалификационного уровня «бакалавр»;
- по 17 специальностям образовательно-квалификационного уровня «магистр» .

## Профессиональные научно-теоретические сборники
- «Наукові записки з української історії»;
- «Школа І ступеня: теорія і практика»;
- "Гуманітарний вісник ДВНЗ «Университет Григория Сковороды в Переяславе»;
- «Психолінгвістика»;
- «Економічний вісник університету»;
- «Теоретична і дидактична філологія»;
- «Професійна освіта: методологія, теорія і технології».